# Quartiers de Beauvais
La ville de Beauvais est communément divisée en huit quartiers, dont cinq, Centre-ville, Voisinlieu, Marissel, Notre-Dame-du-Thil et Saint-Just-des-Marais, sont issus directement des communes fusionnées pour constituer la ville actuelle en 1943, et trois, Saint-Lucien, Saint-Jean et Argentine, sont d'urbanisation nouvelle.
Ce découpage est tel que défini par la mairie, l'INSEE décrit les mêmes « Grand Quartiers », au détail de la mise en commun de Saint-Lucien et de Notre-Dame-du-Thil, les subdivisant en dix-hit IRIS.

## Population
| Nom                   | Population | Superficie | % de la population totale | % d'habitants en appartement |
| --------------------- | ---------- | ---------- | ------------------------- | ---------------------------- |
| Argentine             | 12 224     |            | 22,34 %                   | 80 %                         |
| Saint-Jean            | 12 115     |            | 22,14 %                   | 67 %                         |
| Notre-Dame-du-Thil    | 6 657      |            | 12,16 %                   | 35 %                         |
| Centre-ville          | 6 624      |            | 12,10 %                   | 91 %                         |
| Saint-Lucien          | 5 799      |            | 10,59 %                   | 68 %                         |
| Saint-Just-des-Marais | 4 658      |            | 8,51 %                    | 48 %                         |
| Marissel              | 3 486      |            | 6,37 %                    | 41 %                         |
| Voisinlieu            | 3 130      |            | 5,72 %                    | 41 %                         |

## Quartiers

### Centre-ville
C'est le centre historique de la cité beauvaisienne, correspondant à l'ancienne commune et délimitée par des boulevards, dont des vestiges de remparts peuvent toujours être observés à plusieurs endroits. Bien que, comme le reste de la ville, majoritairement démoli à la suite de la Seconde Guerre mondiale, il subsiste des rues avec des maisons anciennes et des monuments comme la cathédrale. Il est fortement commerçant et dispose de plusieurs places emblématiques.

### Argentine
Il s'agit d'une ZUP, construite à partir des années 1960 et dessinée par Jean de Mailly. Elle comporte un château d'eau imposant, deuxième édifice se démarquant par sa hauteur après la cathédrale du centre-ville. Le quartier est bâti sur le plateau nord et dispose d'un petit centre commercial ou encore d'une association culturelle qui propose une salle de concert, un cinéma et un espace multimédia. Son nom ne provient pas du pays mais d'une fleur qui poussait sur le site du quartier avant sa construction.
Il est classé quartier prioritaire, zone de redynamisation urbaine et zone franche urbaine.

### Saint-Lucien / Soie-Vauban
Ce quartier dispose de deux noms d'usage : Saint-Lucien, de l'abbaye dont les vestiges se trouvent toujours en son cœur, tel que nommé par la mairie, et Soie-Vauban, ou simplement « la Soive », d'une ancienne usine de textile ayant fonctionné de 1925 à 1933.
Sa construction est planifiée dès 1956, pour 1 500 logements sur 15 hectares. Il accueille notamment alors des rapatriés d'Algérie. Il est partiellement contenu au sein d'un quartier prioritaire.

### Saint-Jean
Ce quartier, issu d'une succession de programmes immobiliers différents, se situe sur le plateau sud de la ville. Parfois dit enclavé de par sa situation, des idées comme un projet de funiculaire ont été évoquées. Il a été construit à partir des années 1960. C'est le quartier le plus peuplé de la ville.
Il a longtemps disposé d'une rue serpentante comme unique accès, jusqu'à l'érection de la rue Binet en 1947 et du pont de Paris en 1953. Par la suite, de nombreuses barres d'immeubles sont construites et des travailleurs venus de l'étranger accueillis.
Localement, il est surnommé « le plateau ». Il a subi des programmes de rénovation dans les années 2000, comme la suppression de la tour Harmonie dite « tour de l'horloge », autrefois dite emblématique. Il est classé quartier prioritaire et zone de redynamisation urbaine.

### Voisinlieu
Ancien village, il est organisé autour de rues faubourgs. Son habitat est réparti entre maisons de ville et lotissements récents. S'y trouvent des installations industrielles anciennes ou actuelles comme la manufacture de tapisserie, une usine Bosch, quelques HBM de construction historique ou plus en retrait la maladrerie Saint-Lazare,.

### Saint-Just-des-Marais
L'habitat de ce quartier est formé de maisons de ville, de pavillons et de lotissements. Dans son périmètre, l'usine Spontex ou encore l'éco-quartier Saint-Quentin, de construction récente.
Au nord de celui-ci se trouve le Plan d'eau du Canada, créé artificiellement dès 1981. Le Thérain y a débordé à plusieurs reprises.